# Лейла Ферай
Лейла Ферай (тур. Leyla Feray; нар. 8 травня 1993 , Стамбул, Туреччина) -  турецька актриса і модель.

## Біографія
Народилася в Стамбулі в 1993 році. В 2016 році закінчила університет Коч, факультет медіа та візуальних мистецтв.
У 2014 році Лейла взяла участь у фотосесії для VOGUE Turkey. Фотографом виступив фотограф Деніз Озгун.
Фільмографія Лейли налічує чотири фільми. У дебютному багатосерійному фільмі «Я його дуже любила», що вийшов на екрани в 2013, вона зіграла роль Синьому. У багатосерійному фільмі 2014  «Слуга мого серця» їй дісталася роль Тюркан. У цьому ж, 2014, вона зіграла Гюльпері Кемер в багатосерійному фільмі «Три друга». На початку осені 2016 Лейлі була довірена роль Хасекі Айше в багатосерійному турецькому фільмі «Кьосем Султан». 

## Фільмографія
| Рік  |   | Українська назва                | Оригінальна назва      | Роль               |
| ---- | - | ------------------------------- | ---------------------- | ------------------ |
| 2012 | ф | Я його дуже любила              | Ben Onu Çok Sevdim     | Синем              |
| 2014 | с | Слуга мого серця                | Paşa Gönlüm            | Тюркан             |
| 2014 | с | Три друга                       | Üç Arkadaş             | Гюльпері Кемер     |
| 2016 | с | Величне століття: імперія Кесем | Muhteşem Yüzyıl Kösem  | Хасекі Айше Султан |
| 2017 | ф | Брат мій 2                      | Kardesim Benim 2       | Лейла              |
| 2020 | с | -                               | Uyanış: Büyük Selçuklu | Гевхер-хатун       |
| 2021 | с | -                               | İkimizin Sırrı         | Нева               |
| 2021 | с | Дівчина за склом                | Camdaki Kız            | Пера Пекінер       |

## Особисте життя
Зустрічається з актором Серхатом Теоманом.